# Nábojový alternátor

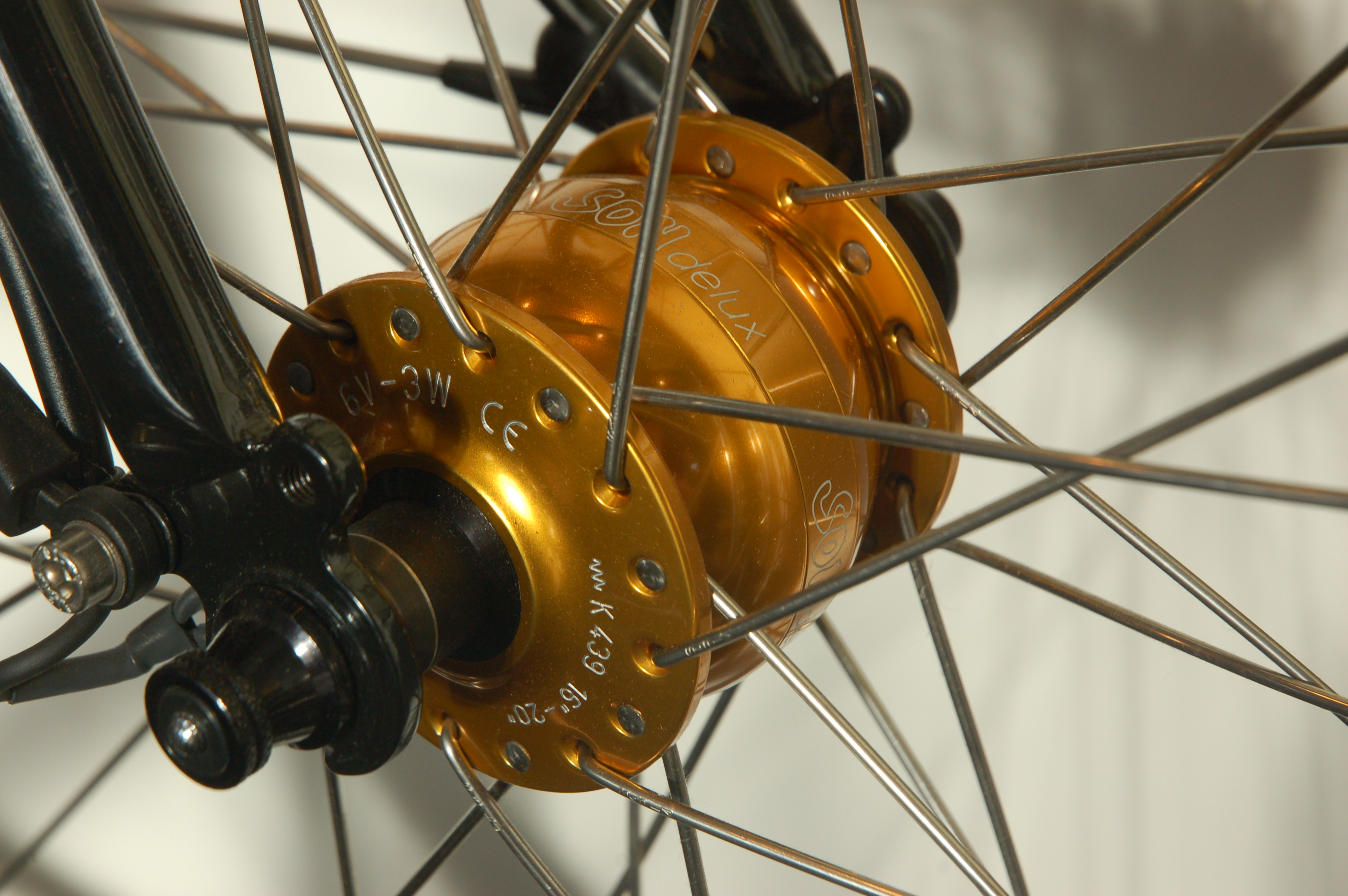
SON

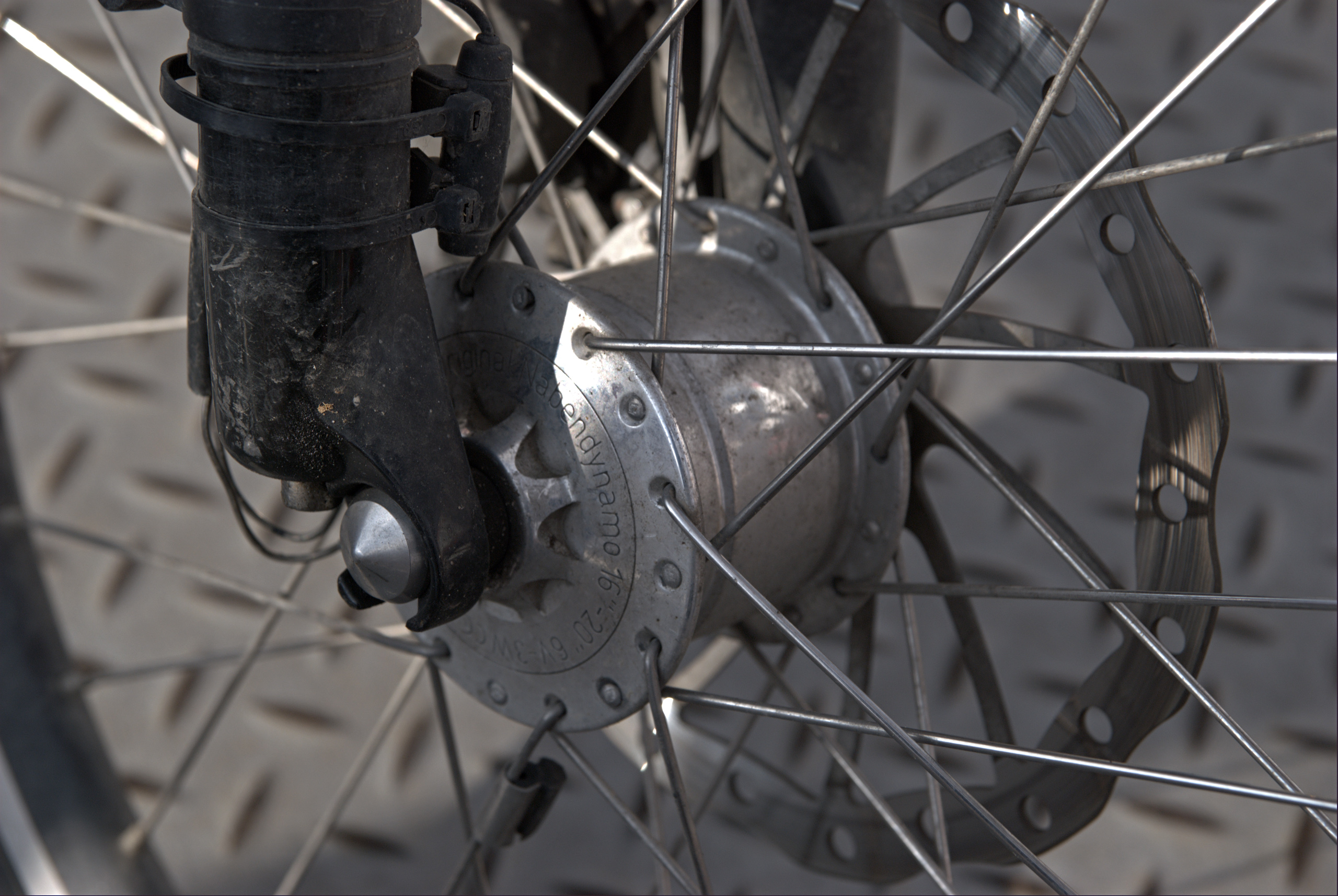
Schmidt-Nabendynamo

Nábojový alternátor (také nazývaný nepřesně dynamo v náboji) je elektrický generátor zabudovaný do náboje kola, nejčastěji na jízdním kole za účelem napájení světel.
Stejně jako jiné druhy alternátorů používané na jízdních kolech, i nábojový alternátor je obvykle určen na výrobu 3 wattů při napětí 6 voltů. Výhodou proti (v současnosti nejčastějším) alternátorkům montovaným tak, aby získávaly energii přitlačením na pneumatiku otáčejícího se kola, je menší opotřebovávání pneumatik a také to, že nehrozí ztráta adheze například při deštivém počasí. Nevýhodou je vyšší cena za komplikovanější náboj, jehož konstrukce navíc není podřízena jen snaze o co nejhladší a nejspolehlivější chod, jako je tomu u nábojů bez dalších funkcí.
V letech třicátých až sedmdesátých dvacátého století byl tento způsob výroby energie docela populární v Británii, kde byla průkopníkem používání náboje s alternátorem firma Sturmey-Archer s výrobkem Dynohub (hub znamená anglicky náboj a dynamo je anglicky i česky stejně, tedy jméno popisuje podstatu produktu — výroba energie a náboj v jednom). Jednalo se ovšem o poměrně těžký výrobek s ocelovou schránkou, který byl posléze víceméně vytlačen z trhu jednak pro svou váhu, jednak proto, že díky rychlému vývoji osvětlení na baterie a akumulátory celkově poklesl mezi cyklisty zájem o výrobu elektřiny vlastní silou.
Začátkem jednadvacátého století spolu s obnoveným zájmem zejména o městskou cyklistiku se opět začínají alternátory v nábojích rozšiřovat. Jsou nyní lehčí a z hlediska tření a efektivity dokonalejší než jejich půlstoletí staří předchůdci, jejich většímu rozšíření však stále brání zejména cena, nutnost kolo přeplést či je rovnou kupovat s kolem. Pro cyklistu jezdícího převážně ve dne bez osvětlení je také podstatné, že (byť zanedbatelně) zpomalují kolo stále, i když nic nenapájí.
Mezi hlavní současné výrobce patří SON, Shimano a SRAM.